# Арнакова, Ирина Петровна
Ирина Петровна Арнакова (9 июля 1985) — российская биатлонистка, призёр чемпионата России. Мастер спорта России.

## Биография
Воспитанница самарского спорта. С юношеского возраста представляла г. Санкт-Петербург, городские УОР № 2 и СДЮСШОР по зимним видам спорта и команду Российской армии.
На чемпионатах России становилась в 2007 году — бронзовым призёром в эстафете, в 2008 году — бронзовым призёром в командной гонке, в 2009 году — серебряным призёром в гонке патрулей.
Завершила спортивную карьеру в начале 2010-х годов.
Окончила НГУ им. П. Ф. Лесгафта.
По состоянию на 2013 год работала специалистом управления планирования, организации и проведения мероприятий Государственного автономного учреждения Самарской области «Организационный центр спортивных мероприятий».